# 孙免
孙免（?—?），出自姬姓孙氏，中国春秋时期卫国的卿大夫。
前603年（鲁宣公六年）春，晋国赵盾、卫国孙免侵攻陈国，因为陈国依附楚国。